# Halowy Puchar Świata Wojskowych w Lekkoatletyce 2009
1. Halowy Puchar Świata Wojskowych w Lekkoatletyce – zawody lekkoatletyczne dla sportowców–żołnierzy, które odbyły się 14 marca 2009 w Atenach.
W imprezie rywalizowało 140 zawodników z 16 krajów z 4 kontynentów. 

## Rezultaty

### Mężczyźni
| Konkurencja:              | 1. miejsce                                                                        | Rezultat   | 2. miejsce              | Rezultat   | 3. miejsce                    | Rezultat   |
| Bieg na 60 m              | Fabio Cerutti                                                                     | 6,64       | Roberto Donati          | 6,66       | Emanuele Di Gregorio          | 6,67       |
| Bieg na 400 m             | Piotr Klimczak                                                                    | 48,03      | Domenico Rao            | 48,28      | Thiago Sales                  | 48,44      |
| Bieg na 800 m             | Samir Khadar                                                                      | 1:49,13 PB | Ali Abubaker Kamal      | 1:49,21 PB | Lukas Rifesser                | 1:49,48    |
| Bieg na 3000 m            | Essa Ismail Rashed                                                                | 7:54,70    | Mirko Petrovic          | 8:06,79    | Mustapha Ferrane              | 8:08,60 PB |
| Bieg na 60 m przez płotki | Staņislavs Olijars                                                                | 7,65 SB    | Mariusz Kubaszewski     | 7,91       | Dominik Bochenek              | 7,92       |
| Sztafeta 4 x 400 m        | Polska · Kamil Masztak · Marcin Marciniszyn · Marcin Jędrusiński · Piotr Klimczak | 3:14,18    | Algieria · Larbi Laroui | 3:14,29    | Grecja                        | 3:14,65    |
| Skok wzwyż                | Filippo Campioli                                                                  | 2,24       | Arciom Zajcau           | 2,24       | Svatoslav Ton                 | 2,18       |
| Skok o tyczce             | Giorgio Piantella                                                                 | 5,50 =SB   | Michal Balner           | 5,40       | Paweł Wojciechowski           | 5,40 SB    |
| Skok w dal                | Dzmitry Astrouski                                                                 | 7,72 PB    | Stefano Tremigliozzi    | 7,47       | Mihaíl Mertzanídis-Despotéris | 7,39       |
| Pchnięcie kulą            | Miran Vodovnik                                                                    | 19,85 SB   | Yeóryios Adoníou        | 16,71      | Max dos Santos                | 15,77      |

### Kobiety
| Konkurencja:  | 1. miejsce    | Rezultat   | 2. miejsce            | Rezultat   | 3. miejsce   | Rezultat |
| Bieg na 60 m  | Anita Pistone | 7,34       | Maria Aurora Salvagno | 7,36       | Ewelina Ptak | 7,39 PB  |
| Bieg na 800 m | Sonja Roman   | 2:04,27 SB | Maryna Katowicz       | 2:05,53 SB | Sylwia Ejdys | 2:07,40  |